# Malika Mokeddem
Malika Mokeddem (Kenadsa, Algèria, 5 d'octubre de 1949) és una metgessa i escriptora en llengua francesa d'origen algerià.
Nascuda al cor del desert algerià, fou filla de nòmades i la gran de deu germans. Va estudiar primària al seu poble i els estudis secundaris els va cursar al Liceu de Bechar, on era l'única noia de la seva classe. Començà a estudiar la carrera de Medicina a Orà i l'acabà a París. Des de l'any 1979 viu a Montpeller. Exercí primerament de metgessa nefròloga, i acabà dedicant-se per complet a activitats literàries. L'any 1990 publicà el seu primer llibre, Los hombres que caminan amb el qual va obtenir el premi Littré.
És autora de diverses novel·les que han rebut nombroses distincions.

## Obres
- Siècle des sauterelles Paris: Ramsay, 1992
- La prohibida Lleida: Edicions el Jonc, 2001 (L'interdite Paris: Grasset, 1993)
- Somnis i assassins Lleida: Edicions el Jonc, 2001 (Des rêves et des assassins Paris: Grasset, 1995)
- Les Hommes qui marchent Paris: Grasset, 1997
- La nit de la sargantana Lleida: Edicions el Jonc, 2001 (La Nuit de la lézarde Paris: Grasset, 1998)
- N'zid Paris: Grasset, 2001
- La transe des insoumis Paris: Grasset, 2003
- Mes hommes Paris: Grasset, 2005